# لیبرا!
لیبرا، یک سازمان مردم نهاد برای حقوق جانوران در اسپانیاست. آنها برای حساسیت زایی و انگیزش، به پویشهای آموزشی، آگاه‌سازی، اقامه دعوا، و دیگر فعالیتهای اعتراضی روی می‌آورند.

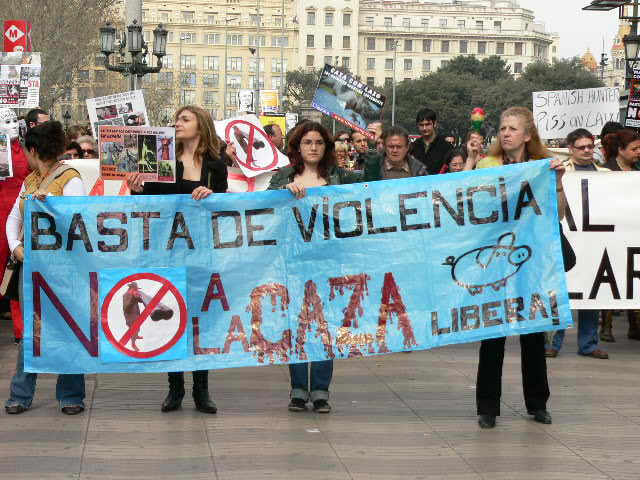
اعتراض فعالان لیبرا! علیه شکار جانوران در بارسلون

لیبرا! در سال ۲۰۰۴ میلادی در بارسلون پایه‌گذاری شد. آنها در اصل هدف فعالیتهایشان در کاتالونیا بود ولی سپس آن را به سازمانی ملی تبدیل کردند. یکی از پویشهای آنها که پوشش رسانه‌ای جهانی یافت، پویش "سوسی را آزاد کنید!" بود و هدف آن درخواست جابجایی تنها فیل آفریقایی زنده مانده در باغ وحش بارسلون به یکی از مناطق حفاظت شده آفریقایی بود که فیل به شدت آسیب دیده از تنهایی بتواند در محیطی نسبتاً آزاد در کنار دیگر فیلها به زندگی خود ادامه دهد. این پویش از سوی فرهنگ‌دوستان جهان ازجمله ژوزه ساراماگو، برنده جایزه نوبل ادبیات، ملکه سوفیای اسپانیا و شخصیتهای تأثیرگذار در شهرداری بارسلون، سازمان فادا و مؤسسه زایش آزاد نیز پشتیبانی شده است.